# Notopygos parvus
Notopygos parvus är en ringmaskart som beskrevs av William Aitcheson Haswell 1878. Notopygos parvus ingår i släktet Notopygos och familjen Amphinomidae. Inga underarter finns listade i Catalogue of Life.